# Guineese parlementsverkiezingen 2002
De Guineese parlementsverkiezingen voor de enige kamer van het parlement vonden plaats op 30 juni 2002 en werden gewonnen door de Partij voor Eenheid en Vooruitgang van toenmalig president Lansana Conté.
Enkele radicale partijen, zoals de Guineese Volkspartij, probeerden de verkiezingen te boycotten doordat ze dachten dat deze verkiezingen frauduleus waren.

## Uitslag
| Partij                                     | Stemmen   | Percentage | Aantal zetels |
| ------------------------------------------ | --------- | ---------- | ------------- |
| Partij voor Eenheid en Vernieuwing (PUP)   | 1.947.318 | 61,57%     | 85            |
| Unie voor Vooruitgang en Vernieuwing (UPR) | 842.270   | 26,63%     | 20            |
| Unie voor de Vooruitgang van Guinee (UPG)  | 130.065   | 4,11%      | 3             |
| Democratische Partij (PDG)                 | 107.666   | 3,40%      | 3             |
| Nationale Alliantie voor Vooruitgang (ANP) | 62.780    | 1,98%      | 2             |
| Partij van de Ontwikkelingsunie (PUD)      | 20.823    | 0,66%      | 1             |
| Guineese Volkspartij (PPG)                 | 19.297    | 0,61%      | /             |
| Unie voor Democratie en Solidariteit (UDS) | 16.342    | 0,52%      | /             |
| Guineese Ecologistische Partij (PEG)       | 16.294    | 0,52%      | /             |